# Boliviela
Boliviela  (лат.) — род прыгающих насекомых из семейства цикадок (Cicadellidae). Южная Америка. Длина 7—9 мм (самки крупнее).
Скутеллюм короткий, его длина почти равна длине пронотума. Голова сравнительно длинная, передний край округлый, отчётливо уже пронотума; лоб широкий и длинный. Глаза относительно крупные, вытянуто-яйцевидные; оцеллиимелкие. Клипеус длинный и широкий. Эдеагус асимметричный, длинный. Сходны по габитусу с Tinocripus, отличаясь деталями строения гениталий. Род включают в состав подсемейства Coelidiinae.
- Boliviela bispinosa Nielson 1988
- Boliviela delongi  Nielson 1982
- Boliviela inflata  DeLong 1969 — Боливия, Эквадор typus
- Boliviela linnavuorii  Nielson 1982
- Boliviela ortha  DeLong 1969
- Boliviela paraortha  Nielson 1988
- Boliviela retrorsa  Nielson 1982